# فطام (غوص)
الفطام هو أحد أدوات الغوص الحر، وكان يُستخدم في دول الخليج العربي قديمًا في رحلات البحث عن اللؤلؤ، و الغوص على اللؤلؤ . وهو المشبك الذي يضعه الغواص على أنفه لئـلا يدخل الماء إلى جوفـه، حماية له من الغـرق أثنـاء الغوص تحت الماء.

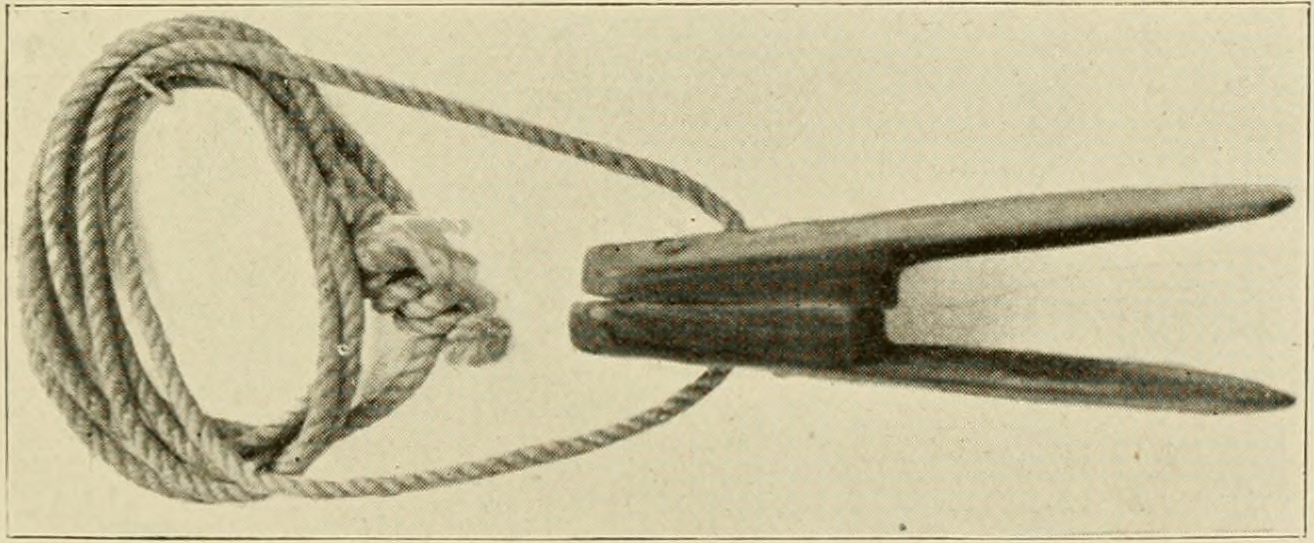
فطام تقليدي للغوص الحر تحت الماء من جزيرة عبد الكوري أرخبيل سقطرى كان مستخدمًا في عام 1898. وهو مشبك يضعه الغواص على أنفه أثناء الغوص؛ حتى لا تتسرب المياه إلى جوفه. أنظر:الغوص على اللؤلؤ. والفطام هو أحد أدوات الغوص الحر قديمًا للبحث عن اللؤلؤ في دول الخليج العربي

## وصلات خارجية
- غوص.
- غوص على اللؤلؤ.
- صيد اللؤلؤ في الإمارات.
- رحلة الغوص واللؤلؤ.
- الفطام (من أدوات الغوص قديما) .